# Zagrodno
Zagrodno (allemand Adelsdorf) est une localité polonaise, siège de la gmina de Zagrodno, située dans le powiat de Złotoryja en voïvodie de Basse-Silésie.

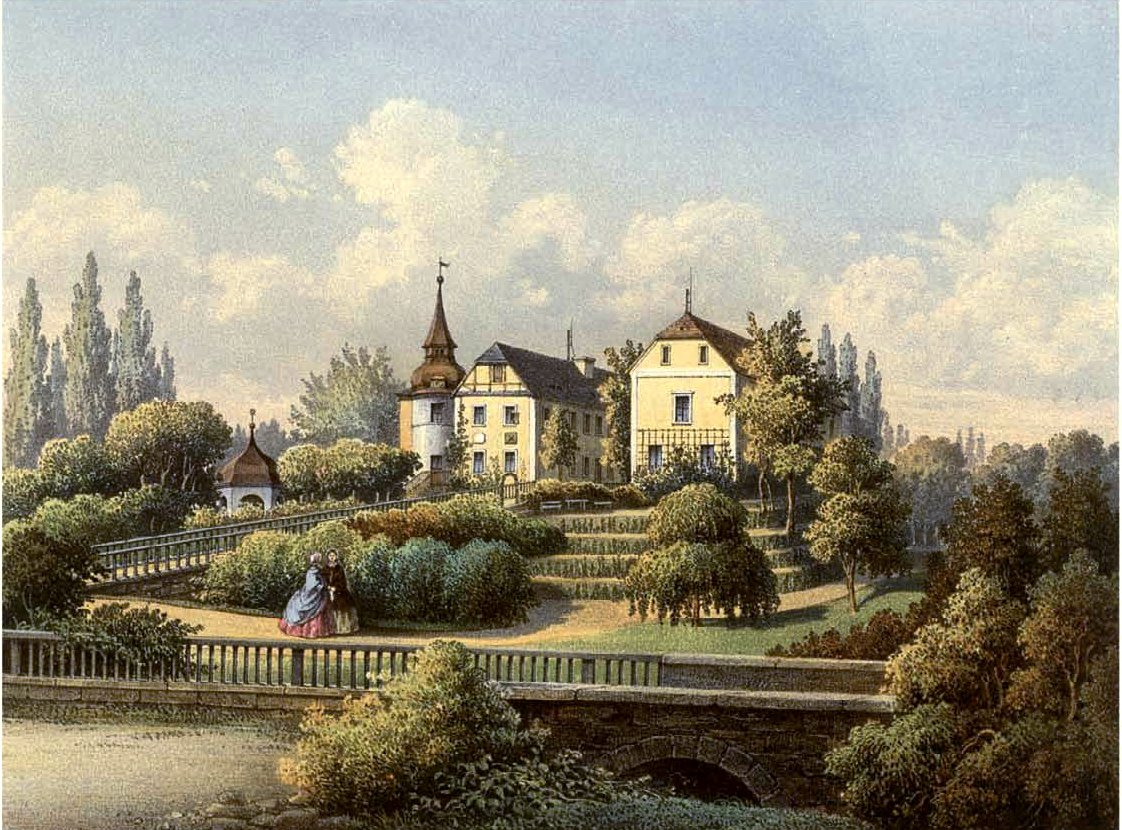
Palais de Adelsdorf

## Histoire
De 1742 à 1945, Adelsdorf fait partie de l'arrondissement de Goldberg, dans le district de Liegnitz au sein de la province de Silésie.